# Egy ezer dolláros festmény (Family Guy)
Az Egy ezer dolláros festmény (angolul A Picture Is Worth a 1,000 Bucks, további ismert magyar címe: Van képünk hozzá) a Family Guy második évadjának a tizenegyedik része. Összességében ez a tizennyolcadik rész. Az epizódot először az amerikai FOX csatorna mutatott be 1999. április 18-án, egy héttel a tizedik epizód után. Magyarországon a Comedy Central mutatta be 2008. november 5-én.
|  | Alább a cselekmény részletei következnek! |

## Cselekmény
A születésnapján Peter, bekötött szemmel vezet a meglepetés helyszínre, amely Bob minigolfos vidámparkja. A szórakozóhely tulajdonosa, Bob Vidámpark, hamarosan távozásra szólítja fel őket, mivel folyamatosan kellemetlenséget okoznak a vendégeknek. Peter nagyon elszomorodik, hogy semmit sem ért el az életben, pedig úgy emlékezik vissza Bobra, aki az osztálytársa volt, mint egy lúzer, sőt még az ellenszenves unokahúga, Kathy Griffin is híres. Chris egy lenyűgöző képet ajándékoz Peternek születésnapjára ajándékba, amit ő maga festett. Peter egyszerűen csak ezzel a képpel takarja be autója kitört hátsó ablakát. Egy Antonio Monatti nevű műkereskedő meglátja a képet, és 5000 dollárért meg is veszi, és sürgeti Petert, hogy vigye Christ New Yorkba, ahol híres művész válhat belőle. Brianről közben kiderül, hogy régről ismeri Monattit, még abból az időből, amikor Andy Warhollal lógott.
Abban a hitben, hogy Chris jó kezekbe kerül Peter teljes egészében Monattira bízza a gyerekét. Eközben a család városnézésre indul, teljesen lenyűgözi őket a nagyváros látványa. Monatti teljesen új imázst ad Chrisnek, haját zöldre festeti, divatos ruhákba öltözteti, új művészneve „Christobel” lesz, és bemutatja őt a kétdimenziós Kate Mossnak, aki olyan vékony, hogy oldalról nem is látszik. Mivel Monatti szerint Peter egy barom, ezért megtiltja Chrisnek, hogy találkozzon az apjával. Amikor Chris vonakodva, de engedelmeskedik az utasításnak, Peter kitagadja a fiát, és a figyelmét Meg tehetségére fordítja, aki csiripelésével képes madarakat magához hívni.
Lois elcsalja Petert Chris kiállításának a megnyitójára, azt mondva, hogy pucér pincérlányok fognak felszolgálni. A grandiózus leleplezés után kiderül, hogy Chritobel mesterműve nem más, mint Peter portréi, Andy Warhol műveihez hasonló elrendezésben. Monatti és művészetértő közönség azonnal leszólja Chris művét, és tehetségtelen punknak titulálják. Amikor a család hazafelé indul Quahogba, a „heteroszexuális divattervező” Calvin Klein belebotlik Stewie-ba, akit azonnal szerződtet, mint az új pelenkája reklám arca. Az epizód végén a hirdetőtáblán Stewie látható az új pelenkában, rajta a felirat: „Egy Calvinba simán belefér”, majd Stewie rögtönzött divatbemutatót tart.

## Külső hivatkozások
- Egy ezer dolláros festmény az Internet Movie Database-ben (angolul)
- Egy ezer dolláros festmény a Rotten Tomatoeson (angolul)
- Egy ezer dolláros festmény a Box Office Mojón (angolul)